# 在日ミャンマー人の民主化運動
在日ミャンマー人の民主化運動（ざいにちミャンマーじんのみんしゅかうんどう）は、日本に滞在・居住するミャンマー人（在日ミャンマー人）によって実施されているミャンマーの民主化運動である。
「ビルマ」の国名で一党独裁体制が敷かれていた1970年代に始まり、1988年の本国の民主化運動以降活発化した。本国における民主化の進展とその反動に並行する形で、2024年時点でも継続されている。

## 歴史

### 1988年以前
1970年、大阪で開催された日本万国博覧会に当時当時革命評議会議長だったネ・ウィン将軍が来日し、旧知の元日本兵たちと再会したのを機にビルマ戦友会の有志が中心となり、外務省の公認団体として日本・ビルマ文化協会が結成された。創立大会は京都で開かれ、事務所は大阪に設けられ、毎年、名古屋、東京、京都で総会を開いた。1974年には二代目会長にインパール作戦に従軍したこともあるワコール会長・塚本幸一が就任した。会の性格は寄付、辞書の制作、遺骨収集団への協力、料理会、慰安旅行など親睦的なものだったようである。
1989年、国名がビルマ連邦社会主義共和国からミャンマー連邦に変更されると、協会の名称も日本・ミャンマー文化協会に変更された。しかし、1989年に国民民主連盟（NLD）書記長・アウンサンスーチーが、軍事政権によって自宅軟禁に処されると、協会の東海支部と関東支部がスーチー支持を打ち出して離反した。この事態を重く見た外務省は、協会の名称を日本・ミャンマー友好協会と再変更し、民主化運動とは距離を置いた。

### 1988年から1990年代半ば
1988年、8888民主化運動を経て軍事クーデターが起き、国家秩序回復評議会（SLORC）が成立すると、当時1000人ほどだった在日ミャンマー人の間でも民主化運動を後押しする動きが現れ、1988年9月1日、アウンサン将軍ゆかりの地、浜松市の館山寺温泉に200名以上の在日ミャンマー人が集まり在日ビルマ人協会（Burmese Association in Japan: BAIJ）が結成された。メンバーはビルマ族中心で、デモや募金が主な活動内容だった。
やがて軍事政権の弾圧を逃れて来日するミャンマー人が増加し始めたが、彼らは在日ビルマ人協会の独裁的体質に嫌気が差して、ビルマ青年ボランティア協会（Burma Youth Volunteer Association: BYVA）、民主ビルマ学生機構（Democratic Burmese Student’s Organization: DBSO）などの組織を結成した。前者は1993年から東京でダジャン（水かけ祭り）を開催するようになり、収益金はミャンマー・タイ国境地帯の避難民の人々に届けられた（ミャンマー難民）。
他にもシャン民族文化協会（SSCA）、カチン文学・文化機構（KLCO）、ポンニャガリモン民族社会（PMNS-JP）、在日アラカン社会協会（ASAJ）などの少数民族の人々による非政治的組織が結成された。非政治的であったのは、少数民族グループにとって政治参加が困難であったからである。彼らはビルマ当局の監視下にあると考え、政治活動を自粛していた。また、彼らのアイデンティティには「ミャンマー人」「ビルマ人」という意識は希薄であった。

### 1990年代半ばから2000年代初め
1996年、国民民主連盟解放地域日本支部（National League for Democracy Liberated Area Japan Branch :NLD-LA-JB）が結成された。活動方針は本国のNLDに従い、2010年の時点で常時メンバーは200 - 250人ほどで、世界中にあるNLD支部の中でもっとも多額の寄付金を集めていたのだという。他にもこの時期、ミャンマーの民主化を支援する日本の知識人のグループ・ビルマ市民フォーラム（People's Forum Burma: PFB）、ビルマ労働組合連盟日本支部（The Federation of Trade Unions of Burma Japan Branch: FTUB-JB）、少数民族武装組織の連合体の日本支部・民族民主戦線日本支部（National Democratic Front（Burma）, Representative for Japan: NDF-Rep-JP）、在日ミャンマー人向けの書物や雑誌を発行して、ミャンマーの社会問題と民主主義に関する啓蒙活動を行うFLYERなどの組織が結成された。
1990年代後半、在日ビルマ人協会の幹部数名がNLD、スーチー批判に転じるという事件があり、バラバラであったミャンマー人の組織を統一しようという動きが現れ、2000年、在日ビルマ人協会、ビルマ青年ボランティア協会、民主ビルマ学生機構、シンクタンク・SGDBが合併してビルマ民主化同盟（League for Democracy in Burma: LDB）が結成された。LDBの委員長を務めたこともあるチョウチョウソーは、BBC、VOA、DVB（Democratic Voice of Burma）、RFA（Radio Free Asia）などのミャンマー語ラジオ放送の内容や新聞各紙は報じるミャンマー関連記事をまとめた『Voice of Burma』や生活誌『エラワン』などの雑誌を発行していた時もあった。
さらに2001年には、日本労働組合総連合会（連合）の後押しを受け、在外ミャンマー人の労働組合支援と民主化支援を目的とするビルマ日本事務所（Burma Office Japan: BOJ）が結成された。加盟組織は連合の他、前述した国民民主連盟解放地域日本支部、ビルマ市民フォーラム、ビルマ労働組合連盟、民族民主戦線、FLYER、そしてビルマ民主化同盟である。ビルマ日本事務所は、日本語版月刊誌『ビルマ・ジャーナル』を発行したり、与野党議員に対するロビー活動をするなどの活動をしていた（2014年にその歴史的役割を終えたとして解散）。
2002年、連合傘下の産業別労働組合JAMの協力の下、当時としては珍しい外国人の労働組合・在日ビルマ市民労働組合（FWUBC）が結成され、給与未払、不当解雇、労災など在日ミャンマー人の身近な労働問題の解決に取り組んだ。
2003年、ミャンマー北部ザガイン地方域のディペーインで、地方遊説中だったスーチー一行が襲撃されて多数の死傷者を出し、スーチーが再び自宅軟禁にされるという事件があった（ディペーイン事件）。この事件は在日ミャンマー人の人々にも衝撃を与え、政情が安定したら帰国しようという彼らの希望を打ち砕くものだった。そしてこれまで政治活動とは距離を置いていた少数民族の人々も、デモや集会に顔を出すようになり、それぞれの民族の政治組織が結成された。そして同年12月、少数民族の平等な権利を認めた連邦国家の樹立を目的として、14の組織が集結して在日ビルマ連邦少数民族協議会（Association of United Nationalities in Japan: AUN）が結成された。ただ2010年の国民民主連盟の選挙ボイコットをめぐって内部対立が生じ、脱退を表明している組織もある（どの組織が脱退したかは不明）。

### 2000年代半ば以降
2007年、僧侶を中心とした反政府デモ（サフラン革命）が起きたのを機に、30以上の民主化組織・少数民族組織が集結して在日ビルマ人共同行動実行委員会（Joint Action Committee: JAC）が結成された。しかしこの組織も2010年の国民民主連盟の選挙ボイコットをめぐって内部対立が生じて分裂し、ボイコットに賛成した18組織はビルマ民主化ネットワーク日本（Network for Democracy in Burma: NDB）を結成した。2011年に民政移管が実現し、テインセイン政権が成立すると、民主化が進展したことより、これらの組織の活動は政治活動から生活支援、相談に軸足を移していった。
2008年、メンバーの多くが難民認定申請者という在日ビルマ難民たすけあいの会（Burma's Refugee Serving Association in Japan:BRSA）が結成された。難民認定申請者や入国管理局に収容されている人々の支援、生活相談や医療費の支援を行っている。2015年の時点で会員は200名ほどいた。
2012年、日本の国会議員やNPOの支援を受けてピース（Peace）が結成された。母国の少数民族居住地域での和平実現、人々の生活支援が目的の組織だが、同時に文化庁や日本財団の支援を受け、日本語が不自由な在日ミャンマー人の成人たちのための日本語教育、逆にミャンマー語が不自由な在日ミャンマー人の子供たちのための日本語教育を行っている。

## 2021年クーデター以降

### 概要
2021年にクーデターが発生すると、既存組織の他、さまざまな政治組織が結成され、デモ、募金、ロビー活動などを活発に行った。2022年2月には国民統一政府（NUG）日本支部が設置され、代表にカレン族のソーバフラテイン氏が就任した。ただ内戦が長引くにつれて在日ミャンマー人の間でも関心が低下し、デモ参加者も募金額も減少しており（あるCDM（市民不服従運動）公務員への支援プロジェクトでは、2021年5月には約900万円の寄付が集まったものの、2022年2月には約130万円までに落ち込んだという）、年長者と若者、民族間の軋轢も相変わらず存在するのだという。しかし同時に、世代間と民族間の壁を乗り越えようという動きがあるとも指摘されており、在日ミャンマー人で、開発経済学の専門家・ナンミャケーカインは、民主化運動の中心である在日ミャンマー人のZ世代は安定した仕事と収入があるミャンマーのエリート層で、ITにも精通していて、在外ミャンマー人との連携を国際的に展開することができると述べている。
抗議活動の初期には、国軍関係者の写真をSNSに晒して誹謗中傷するというソーシャルパニッシュメントが行われ、日本でも、ある大学に通う国軍将校の娘の大学に押しかけ、誹謗中傷するビラを撒いたり、町内掲示板に勝手に誹謗中傷のポスターを貼ったり、その写真をSNSにアップするということがあった。またデモに対しては、日本のSNSでは「ミャンマーの争いを日本に持ちこまないでほしい」「外国人が日本国内でデモをやるのはおかしい」「コロナ禍でデモを行うべきではない。クラスターになったらどうするのか」という否定的な声も見られた。寄付金については、クーデター前から全ビルマ学生民主戦線（ABSDF）のような民主派武装勢力への資金援助に当てられていたが、クーデター後も海外からの寄付金でNUGが兵器を調達している事実が明らかにされている。
公安調査庁が発行した『内外情勢の回顧と展望 令和4年（2022年）1月』には、日本革命的共産主義者同盟 (JRCL)や中核派などの日本の過激派組織が、自派の勢力拡大を目的として、在日ミャンマー人との連帯を呼びかける動きがあるとの記述がある。中核派の活動家が、在日ミャンマー人が実施した抗議行動に参加しているのだという。
クーデター後、在日ミャンマー人に対しては緊急避難措置の特定活動の在留資格が付与され、大半の在日ミャンマー人が日本滞在を認められているが、難民認定申請者も急増しており、2021年に32人、2022年に26人、2023年に27人が難民認定されている。

### 具体的活動
- 2021年2月3日、クーデターから2日後、在日ミャンマー人3000人が、東京・霞が関で抗議集会を開き、クーデターで政権を奪取した国軍に圧力をかけるよう日本政府に呼びかけた[26]。
- 2021年3月6日、駐日大使館に勤務していたアウンソーモー一等書記官とエインドラタン二等書記官が、CDMに参加すると宣言して辞職[27][28][29]。
- 2021年5月、千葉市のフクダ電子アリーナ周辺で、サッカーW杯アジア2次予選・日本－ミャンマー戦に出場するミャンマー・サッカー代表の選手たちに対して、在日ミャンマー人80人あまりが「ミャンマーサッカーチームは国民の代表ではない」「テロ軍部のサッカーチームをサポートしない」と抗議デモ[30]。
- 2021年5月28日、ミャンマー・サッカー代表・ピエリヤンアウンが、試合前の国歌斉唱の際に3本指を掲げてクーデターに抗議の意思を示す。その後、彼は難民認定され、Y.S.C.C.横浜フットサルでプレー。現在は都内のミャンマー料理店勤務。
- 2021年7月、東京都新宿区の国立競技場前で、東京オリンピックに出場したミャンマー人選手2名に対して、「ミャンマーをオリンピックから追い出せ」「選手は国民の代表ではない」などと抗議デモ[31]。
- 2021年9月、日本政府が軍政下の外交官5名を受け入れたことに対して、在日ミャンマー人約100人が、東京・霞が関の外務省前で抗議デモを開き、「日本政府は期待を裏切った」「絶望感を感じる」などと書いたプラカードを掲げた[32]。
- 2022年6月、防衛大学校がミャンマー国軍の留学生を受け入れていることに抗議[33]。政府は2023年から留学生の受け入れを中止すると発表した[34]。
- 2022年9月、安倍晋三元首相の国葬にソーハン駐日大使を招待したことに対して、在日ミャンマー人や人権団体などから抗議の声が上がったが、結局、大使は国葬に参列した[35]（ただしソーハンはNLD政権時代に任命された大使である[36]）。
- 2023年2月、日本財団の笹川陽平会長がミンアウンフライン国軍総司令官を支援していることに対して、日本財団ビル前で在日ミャンマー人グループが抗議[37]。
- 2023年3月、日本ミャンマー協会最高顧問・麻生太郎が、渡邉秀央同協会会長とともに、軍政下のミャンマー政府から勲章を受け取ったことに対して、自民党本部前で在日ミャンマー人グループが抗議[38]。
- 2023年3月、日本ミャンマー協会の渡邉秀央会長が国軍を支持しているとして、日本ミャンマー協会本部前で在日ミャンマー人グループが抗議。在日ビルマ市民労働組合のミンスイ会長は「JMA会長の渡邉秀央氏は、ミャンマー国民の意思とは真逆の立場を取り、国軍による自国民の弾圧に加担している」「自分の利益のために国軍を支持しており、偽りの情報を日本で拡散しているので抗議活動を行った」と述べた[39]。
- 2023年11月、NUGのジンマーアウン外相が来日。外務省関係者と会談したが、あくまで非公式の扱いだった[40]。
- 2024年2月、国連大学前で、在日ミャンマー人のグループが、国軍の国民に対する暴力や殺りく行為を非難する集会を開く。国連大学職員にアントニオ・グテーレス国連事務総長宛ての要望書を手渡した[41]。

- 2024年3月頃から在日ミャンマー人有志が、日本各地の地方議会に対し、ミャンマーからの脱出者を積極的に受け入れるよう日本政府に働きかけることなどを求める陳情書を提出する運動を展開。共同通信社の取材によると、6月10日までに茨城県つくば市、千葉県松戸市、東京都江東区、練馬区、横浜市、愛知県岡崎市、同県西尾市、京都市、大阪市、神戸市、兵庫県西宮市、奈良市などへ提出を済ませているのだという。有志の1人・ナンミャケーカインは、ミャンマー情勢への日本政府の対応は不十分と指摘している[42]。ただし、京都市議会に件の意見書が諮られた時は、自民党や公明党の議員らが「地方議会になじまない内容」という理由で議場を一斉に退場した[43]。
- 2024年5月、NUGのクーデター3周年の声明に連署したカレン民族同盟（KNU）、カレンニー民族進歩党（KNPP）、チン民族戦線（CNF）の代表団が訪日し、高村正大外務大臣政務官と面会した[44][45]。
- 2024年6月、日本サッカー協会（JFA）がミャンマーサッカー連盟（MFF）とパートナーシップ協定を締結したことに対して、在日ミャンマー人有志が、宮本恒靖JFA会長当てに抗議の申し入れ。在日ビルマ市民労働組合のミンスイ会長は「協定締結は日本とミャンマー国軍とのつながりを認めることにもなりかねず、国際社会からは批判の目も向けられるだろう。国軍に利用されることがなぜ分からないのか」と疑問を呈した[46]。
- 2024年6月、福岡市動物園がミャンマーから象を受け入れたことに対して、在日ビルマ市民労働組合のミンスイ会長らが「受け入れ延期」と「ミャンマーの現状紹介」を要望[47]。

## 課題

### 民主化運動の内と外との間の断絶
身の安全の確保・政治的信念の違いから民主化運動に距離を置く在日ミャンマー人も多数存在し、2021年のクーデター後もそれは変わらないのだという。

### 難民認定または在留特別許可目的の政治活動
デモに参加している様子を写真に撮り、難民認定申請の際にミャンマーに帰れば政治的迫害を受ける証拠として提出するなど、難民認定または在留特別許可目的でデモに参加している人も見受けられるのだという。またデモ参加者に比べて議論の場に参加する人が非常に少ないのだという。難民認定または在留特別許可が下りた後に民主化運動から身を引く人は「チャッピャウ」と揶揄されることもある。

### ロヒンギャ排除
1988年に在日ビルマ人協会が結成された時は、ロヒンギャの人物が書記長を務めていた。しかし情勢が落ち着き始めた2000年頃から、政治的な集まりからロヒンギャを排除する動きが見られるようになった。クーデター直後の2021年3月に在日ビルマロヒンギャ協会代表・ゾ―ミントゥと在日ミャンマー市民協会理事・チョウチョウソーが共同記者会見を開き、打倒国軍に向けて共闘する姿勢を見せたが、そのゾ―ミントゥにしても、国民統一政府（NUG）がロヒンギャの市民権を認めたことに対して、「NUGは厳しい状況にある。だから声明を出した。本当の心からの内容か、分からない」と語っている。また現在でも在日ミャンマー人の間にはロヒンギャに対する偏見が根強く残っているのだという。

## 「ビルマ」と「ミャンマー」
1989年に国家法秩序回復評議会（SLORC）が、英語の国名を「ビルマ連邦社会主義共和国」から「ビルマ連邦」に、さらに「ミャンマー連邦」に変更したことを理由に、在日ミャンマー人を含む民主化運動を行っているミャンマー人は「ビルマ」という呼称を使う傾向がある。デモの際も、民主化時代を含む1948年から1974年まで使われたビルマ連邦の旧国旗を使うことが多い（ミャンマーの国旗）。
ただ「ミャンマー」は文語、「ビルマ」は口語というだけで、本来はどちらも狭義のビルマ族を差す言葉である。現在、一般には「ミャンマー」という言葉は国民全体を差す言葉、「ビルマ」は狭義のビルマ族を差す言葉として定着している。